# Barclays
Barclays plc er en britisk bankkoncern. Igennem datterselskabet Barclays Bank plc driver finansiel virksomhed aktiviteter over hele verden. Barclays plc er noteret på London Stock Exchange og New York Stock Exchange. I 2008 omsatte Barclays for 2,98 mia. britiske pund og beskæftigede 148.000 ansatte. Ifølge Forbes Global 2000 er den verdens 25. største virksomhed. På hjemmemarkedet Storbritannien er Barclays Bank den andenstørste bank, mens den på verdensplan er den fjerdestørste.
Banken blev grundlagt af John Freame og Thomas Gould i Lombard Street, London, i 1690. Den har sit navn efter James Barclay, der blev partner i selskabet i 1736. Banken udvidede med bl.a. Backhouse's Bank of Darlington og Gurney's Bank of Norwich i 1896. Senere kom flere til gennem opkøb. I 1918 fusionerede Barclays med London, Provincial and South Western Bank og året efter overtog man British Linen Bank. Med etableringen af Barclays Bank of California i San Francisco i 1965 gik Barclays ind på det amerikanske marked, og i 1986 etablerede man sig i Sydafrika. Siden fulgte flere lande, således at Barclays i dag har aktiviteter i Europa, USA, Latinamerika, Mellemøsten, Asien, Afrika og Australien.
Barclays var i oktober 2018 blandt de storbanker der er mistænkt i sagen om svindel med udbytteskat. 
Siden 2004 har Barclays været en af hovedsponsorerne i Premier League.